# Platensina alboapicalis
Platensina alboapicalis är en tvåvingeart som beskrevs av Erich Martin Hering 1938. Platensina alboapicalis ingår i släktet Platensina och familjen borrflugor.
Artens utbredningsområde är Myanmar. Inga underarter finns listade i Catalogue of Life.